# طالوت بن عباد
طَالُوْتُ بنُ عَبَّادٍ أَبُو عُثْمَانَ البَصْرِيُّ الصَّيْرَفِيُّ من رواة الحديث وهو صدوق حسن الحديث، وله نسخة مشهورة عالية، تُوفي سنة ثمان وثلاثين ومائتين.

## روايته للحديث النبوي
- حدث عن: فضال بن جبير صاحب أبي أمامة الباهلي، وعن الربيع بن مسلم، وحماد بن سلمة، وأبي هلال محمد بن سليم، واليمان أبي حذيفة، وسعيد بن إبراهيم، وجماعة.
- روى عنه: أبو حاتم الرازي، وعبدان الأهوازي، ويحيى بن محمد الحنائي، وعلي بن سعيد بن بشير الرازي، وأبو القاسم البغوي، وآخرون.[2]

- الجرح والتعديل: قال أبو الفرج بن الجوزي: «ضعفه علماء النقل» قال الذهبي: «فتشت فلم أجد أحدا ضعفه»، وقال أبو حاتم الرازي: «صدوق»، وقال ابن حجر العسقلاني: «ليس به بأس»، وقال ابن قيم الجوزية: «ضعيف»، وقال الذهبي: «ليس به بأس، ضعفه ابن الجوزي من غير تثبت»، وقال صالح بن محمد جزرة: «صدوق»، وقال يحيى بن معين: «ليس بشيء».[1]